# Tjärnbergstjärnen (Norsjö socken, Västerbotten)
Tjärnbergstjärnen är en sjö i Norsjö kommun i Västerbotten och ingår i Skellefteälvens huvudavrinningsområde. Sjön har en area på 0,0715 kvadratkilometer och ligger 294,6 meter över havet.

## Delavrinningsområde
Tjärnbergstjärnen ingår i det delavrinningsområde (721027-167968) som SMHI kallar för Ovan None. Medelhöjden är 296 meter över havet och ytan är 28,78 kvadratkilometer. Det finns inga avrinningsområden uppströms utan avrinningsområdet är högsta punkten. Bjurbäcken som avvattnar avrinningsområdet har biflödesordning 3, vilket innebär att vattnet flödar genom totalt 3 vattendrag innan det når havet efter 102 kilometer. Avrinningsområdet består mestadels av skog (71 procent) och sankmarker (13 procent). Avrinningsområdet har 0,52 kvadratkilometer vattenytor vilket ger det en sjöprocent på 1,8 procent.